# Pharyngologie
Als Pharyngologie (griech. pharynx Rachen bzw. Schlundkopf oder Speiseröhrenanfang und -logie) wird ein Teilgebiet der Medizin bezeichnet, das sich mit dem Rachen und seinen Erkrankungen beschäftigt. Der Ausdruck ist veraltet und wurde schon zu Beginn des 20. Jahrhunderts kaum gebraucht. Anders als die auch eher historische Teilgebietsbezeichnung Laryngologie und Rhinologie hat die Bezeichnung Pharyngologie keinen Eingang in den medizinischen Sprachgebrauch gefunden.
Sie ist heute Teil der Tätigkeit von HNO-Ärzten.